# Vóley playa en los Juegos Panafricanos de 2023
El Vóley playa en los Juegos Panafricanos de 2023 se llevó a cabo del 10 al 14 de marzo en Playa Laboma en Accra, Ghana.

## Resultados
| Evento    | Oro                                           | Plata                                            | Bronce                                        |
| --------- | --------------------------------------------- | ------------------------------------------------ | --------------------------------------------- |
| Masculino | Marruecos Mohamed Abicha Soufiane El Gharouti | Sudáfrica Danilo von Ludwiger Leo Frank Williams | Botsuana George Chiswaniso Jack Sekao Boifang |
| Femenino  | Egipto · Doaa Elghobashy · Marwa Abdelhady    | Mozambique Ana Sinaportar Vanessa Muianga        | Nigeria Esther Mbah Pamela Bawa               |

## Medallero
| Núm. | País       | Oro | Plata | Bronce | Total |
| ---- | ---------- | --- | ----- | ------ | ----- |
| 1    | Egipto     | 1   | 0     | 0      | 1     |
| 1    | Marruecos  | 1   | 0     | 0      | 1     |
| 3    | Mozambique | 0   | 1     | 0      | 1     |
| 3    | Sudáfrica  | 0   | 1     | 0      | 1     |
| 5    | Botsuana   | 0   | 0     | 1      | 1     |
| 5    | Nigeria    | 0   | 0     | 1      | 1     |